# Буревісник (Самарська область)
Буревісник (рос. Буревестник) — селище в Богатівському районі Самарської області Російської Федерації.
Населення становить 21 особу. Входить до складу муніципального утворення сільське поселення Виловате.

## Історія
Від 2005 року входило до складу муніципального утворення сільське поселення Виловате.

## Населення
| 2010 |
| ---- |
| 21   |